# منطقه اقتصادی ولگا

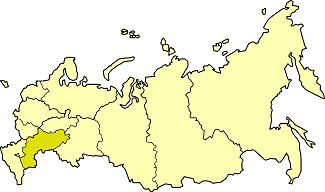
Volga economic region on the map of Russia

منطقه اقتصادی ولگا (روسی: Пово́лжский экономи́ческий райо́н) یکی از دوازده منطقه اقتصادی روسیه است.